# اسپرینگ لیک، نیوجرسی
اسپرینگ لیک (به انگلیسی: Spring Lake) شهری در ایالت نیوجرسی کشور ایالات متحده آمریکا است که جمعیت آن در سرشماری سال ۲۰۱۰ میلادی، ۲٬۹۹۳ نفر بوده‌است.